# OSGコーポレーション
株式会社OSGコーポレーション（オーエスジーコーポレーション、英: OSG CORPORATION CO.,LTD.）は、大阪府大阪市北区に本社を置く浄水器・アルカリイオン整水器などの製造を行う企業である。かつては「リズムタッチ」の名で低周波治療器の製造販売も行っていた。
社名の「OSG」とは「大阪三愛グループ（Osaka San-ai Group）」の略である。愛知県豊川市に本社を置く切削工具メーカーのオーエスジー（英: OSG CORPORATION）とは資本・提携関係は一切ない。

## 沿革
- 1970年8月 - 株式会社大阪三愛を設立。
- 1991年5月 - 株式会社オーエスジー関西、株式会社オーエスジー九州、株式会社オーエスジー東京、株式会社オーエスジー東海各社全ての商号を株式会社オーエスジー・コーポレーションに変更。
- 1996年8月 - 株式会社オーエスジー・コーポレーション4社を合併し、商号を株式会社オーエスジー・コーポレーションとする。
- 2001年8月 - 株式を日本証券業協会に店頭登録。
- 2003年4月 - 商号を「株式会社OSGコーポレーション」に変更。
- 2004年12月 - 日本証券業協会への店頭登録を取消し、ジャスダック証券取引所に株式を上場。
- 2022年4月 - 東京証券取引所の市場区分の見直しにより、JASDAQ（スタンダード）からスタンダード市場に移行。

## 主要関連会社
- 株式会社OSGウォーターテック
- 株式会社ウォーターネット
- 株式会社銀座仁志川
- 欧愛水基環保科技（蘇州）有限公司

## CM出演者
- 紺野美沙子
- アントニオ猪木 (低周波治療器「リズムタッチ」)
- 栗原心平
- 赤井英和
- 今陽子 - 「ツイン」のCMで「恋の季節」の替え歌を使用

## 提供番組
- 演歌百撰
- FNNニュース毎週日曜最終版（2009年10月より番組提供。CX・KTV系では1994年9月まで以来のレギュラー番組だが「F1グランプリ」開催期間中は提供番組が5分縮小の場合、番組編成上の都合により不定期で休止のときあり。）

## かつての提供番組
- スーパーモーニング
- NNNニュースプラス1
- 知っとこ!

上記3番組は「演歌百撰」と同様に、現在の主力商品である浄水器のCMがメインだった。
- 三枝の愛ラブ!爆笑クリニック（番組初期～番組後期までの間後半枠の複数社提供の1社）
- ザ・ハングマンや赤かぶ検事などを放送していた頃のABCテレビ製作金曜夜9時枠ドラマ
- 関西テレビで過去に放送していた木曜22:54枠の天気予報

など
これらの番組は放送当時アントニオ猪木をCMタレントに起用していた。低周波治療器「リズムタッチ」のCMをメインに放送していた。